# Пушистые тли
Пушистые тли (лат. Lachnidae) — семейство полужесткокрылых насекомых из надсемейства тлей (Aphidoidea). Иногда включаются в состав другого семейства тлей Aphididae.

## Описание
Крупные тли, длиной 7-8 мм, реже мельче. Густо покрыты волосками. Крылья в покое складываются кровлеобразно. Краевых бугорков нет. Длина птеростигмы передних крыльев в 4—20 раз больше её ширины.

## Экология
Кормятся на однодомных растениях, на деревянистых хвойных и лиственных или травянистых растениях злаковых или осоковых (но не на кизиловых), редко на двудомных

## Систематика
Более 13 родов и 350 видов. Для СССР указывалось около 50 видов. Иногда включаются в состав семейства Aphididae (например, на сайте itis или на Fauna Europaea ).
- Подсемейство Cinarinae
  - Род Cedrobium Remaudiere, 1954
  - Род Cinara Curtis, 1835
  - Род Cupressobium Börner, 1940
  - Род Elatobium Mordvilko, 1914
  - Род Essigella del Guercio, 1909
  - Род Eulachnus del Guercio, 1909
  - Род Schizolachnus Mordvilko, 1909
- Подсемейство Lachninae
  - Род Lachnus Burmeister, 1835
  - Род Longistigma Wilson, 1909
  - Род Maculolachnus Gaumont, 1920
  - Род Nippolachnus
  - Род Stomaphis Walker, 1870
  - Род Tuberolachnus Mordvilko, 1909
- Подсемейство Traminae 
  - Род Protrama Baker, 1920
  - Род Trama von Heyden, 1837